# Mircea Abrudean
Mircea Abrudean (ur. 23 lipca 1984) – rumuński polityk i urzędnik państwowy, od 2025 przewodniczący Senatu.

## Życiorys
W 2006 ukończył studia licencjackie z zakresu stosunków międzynarodowych i europeistyki na Uniwersytecie Babeșa i Bolyaia w Klużu-Napoce, a w 2008 uzyskał magisterium z zarządzania projektami w SNSPA w Bukareszcie. Pracował jako urzędnik w administracji okręgu Kluż, a także na dyrektorskich stanowiskach w spółkach prawa handlowego. Działacz Partii Narodowo-Liberalnej. W latach 2019–2021 pełnił funkcję prefekta okręgu Kluż. Był następnie zastępcą sekretarza generalnego rządu (2021), szefem kancelarii premiera (2021–2023) i sekretarzem generalnym rządu (2023–2024).
W wyborach w 2024 uzyskał mandat senatora, został wiceprzewodniczącym wyższej izby rumuńskiego parlamentu. Od lutego do maja 2025 pełnił obowiązki przewodniczącego Senatu (gdy Ilie Bolojan wykonywał czasowo obowiązki prezydenta Rumunii). W czerwcu tego samego roku został wybrany na nowego przewodniczącego tej izby.